# 法面

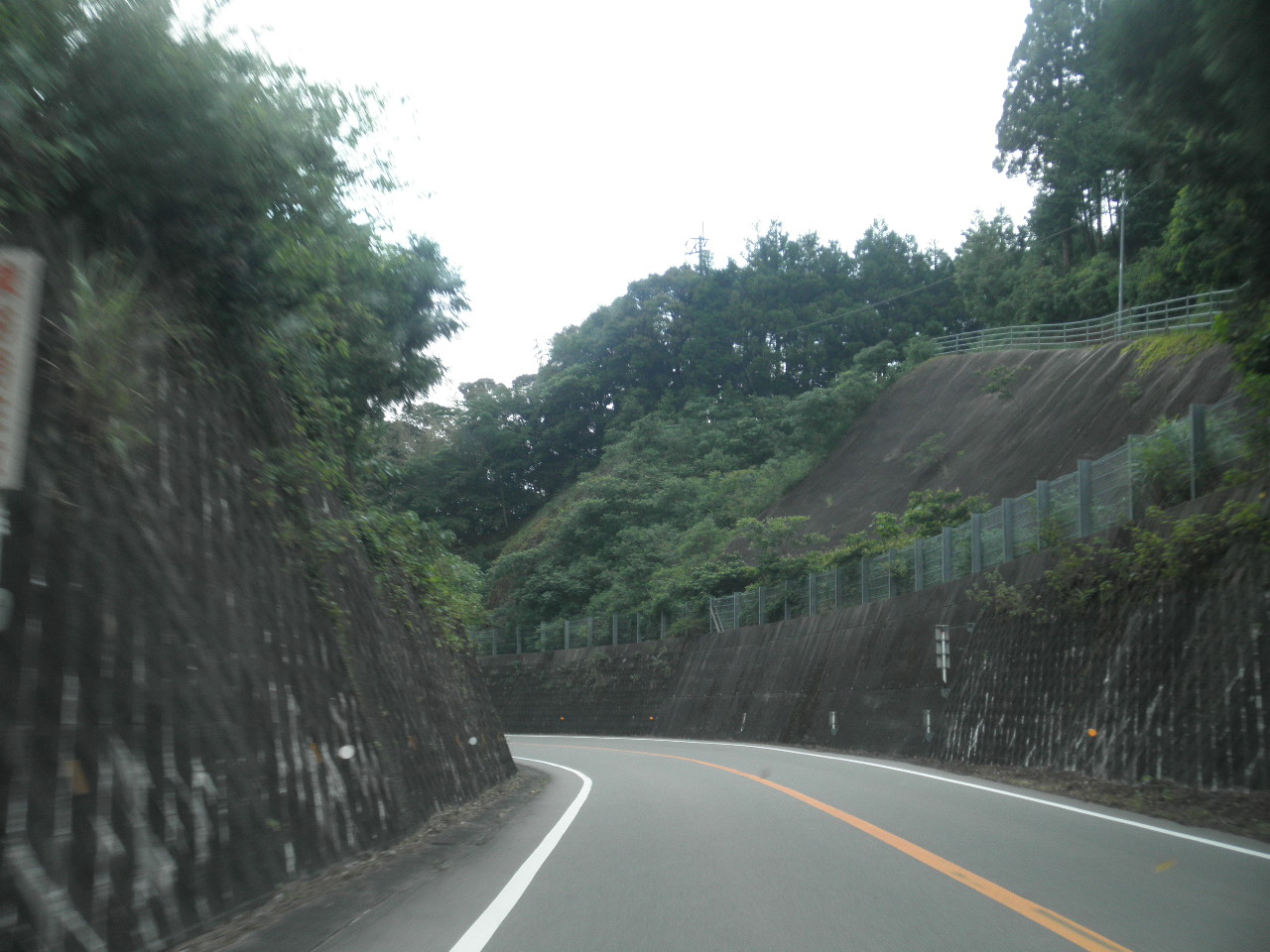
道路の両側に作られた法面

河川堤防（断面図）における法面（4.表法、7.裏法）

法面（のりめん）とは、切土や盛土により作られる人工的な斜面のこと。道路建設や 地山掘削、盛土などにより形成される。

## 概要
盛土工事や切土工事を行ったあとに土がむき出しの状態では雨水や地下水などの表流水や浸透水、または風化の影響を受けやすく、こうした作用から斜面の表面を保護し長期的に安定した法面を作るために「法面工」が施される。大きな斜面になると崩壊を防ぐために中腹に水平な段を設けており、これを「小段」と呼ぶ。
地山掘削を伴う法面工事に関しては、労働安全衛生規則第355条〜第361条（労働安全衛生法の規則）などにより、必要な安全措置を講じる義務が定められている。

## 法面の勾配
法面の勾配は垂直の長さを1とした時の水平の長さの割合で示す。1:2の勾配は、垂直の長さ1に対して、水平の長さ2の勾配を指し、2割の勾配とも呼ぶ。
造成地の盛土の法面勾配は1:1.8〜1:2.0、鉄道や道路など交通関係の盛土の法面勾配は1:1.5〜1:2.0、河川や海岸の堤防で見られる水理用の盛土は1:2.0〜1:3.0が多くみられる。一方で、切土では1:0.8〜1:1.5が標準である。

## 法面に関連する工事
法面を土質上安定させるために枠・植生・コンクリートによる覆い設置などの保護工が施され、水抜き工・擁壁工・アンカー工・安定処理工などの施工技術が用いられる。以下の工事は、斜面崩壊や地すべりなど土砂災害の拡大防止を目的として施工する。

### 法切工
自然、人工の別を問わない斜面上の不要な土砂を撤去及び整形する工事。単純な地山掘削工事の一環として行われることが多い。

### 法面保護工
法面を崩壊・風化・浸食などから防ぐ目的で行われる作業を指し、植生による方法と構造物による方法がある。
植生による方法としては客土を吹き付ける、植生マットや筵を張り付け、草止めを行なう等がある。
構造物による方法としては土圧の作用有無により大別される。土圧が作用しない場合はモルタルやコンクリートを吹き付ける、枠組工や張工を施すものが挙げられる。土圧が作用する場合は擁壁や地山補強材（アンカーや杭の設置）がある。
宅地造成ではのり面保護(擁壁によっておおわれない崖面の保護)は、擁壁によっておおわれない崖面は石張り、芝張り、モルタルの吹付け等によって風化その他の侵食に対して保護しなければならない。

### 土留工
斜面の末端及び中腹に土留を配して、崩壊を抑止する。

### 山留工
のり面山留工法は、乾燥など施工中の諸現象に対してもにより生ずる崖面で、安息角度以下であれば地盤のゆるみ、沈下、又は崩壊から、斜面を永久的に保護する。なお、地盤が良質で、地下水、大雨、乾燥など施工中の諸現象に対しても安全であることが条件。
- モルタル塗り法尻（土のう押さえ 水抜きパイプなど）
- 石張り金網押さえ
- 張り芝 筋芝もしくは切り芝
- 法尻土のう押さえもしくは簡易山留

### 緑化
法面を緑化することで保護する方法。該当記事を参照。

### 排水工
雨や雪が降ると法面を流れ落ちる水で表面に浸食が起き、その程度が大きくなると法面そのものが崩壊する可能性がある。そのため、法肩排水・小段排水・縦排水などの方法を用いて法面を保護する。

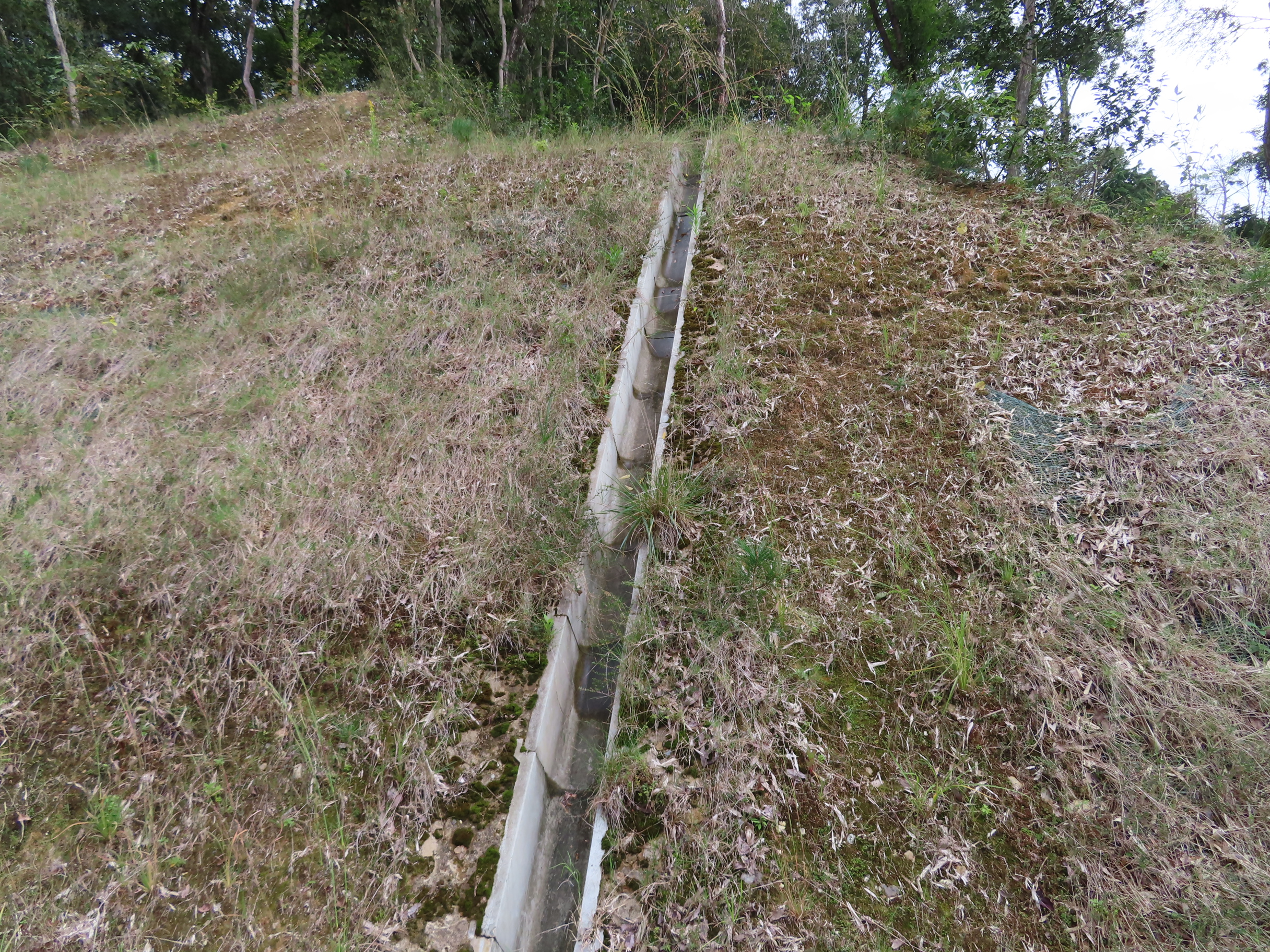
縦排水

## 法面調査
法面は年月の経過と共に劣化し崩壊することがあるため、定期的に、あるいは不定期に点検する必要がある。　点検によって崩壊兆候などの異常が確認されれば、詳細な調査が実施され、法面対策工法が検討される。法面調査は土木地質の専門技術者等により実施され、高所作業を伴う場合には特殊高所技術による調査も適用される。